# Malheur County
Malheur County är ett administrativt område i delstaten Oregon, USA. År 2010 hade countyt 31 313 invånare. Den administrativa huvudorten (county seat) är Vale.

## Geografi
Enligt United States Census Bureau har countyt en total area på 25 719 km². 25 608 km² av den arean är land och 111 km² är vatten.

### Angränsande countyn
- Harney County - väst
- Grant County  - nordväst
- Baker County - nord
- Washington County, Idaho - nordöst
- Payette County, Idaho - öst
- Canyon County, Idaho - öst
- Owyhee County, Idaho - öst
- Humboldt County, Nevada - syd